# Bergresar
Bergresar var i nordisk mytologi ett av flera jättesläkten, till exempel bergresar och rimtursar. Bergresarna håller till i bergen och har förmodligen givit upphov till bergsrået i folktron.
Bergresarna bor oftast i de stora bergen i Utgård och är enormt starka och relativt snabba med tanke på deras storlek. Det är bara få personer som har sett de folkskygga och kraftfulla resarna. Men de som har sett någon, har ofta blivit poeter som berättar om bergresarnas liv och deras förgyllda rustningar. Liksom alverna kan få resar dö av ålder. De är oerhört avogt inställda till kyrkklockor och annat kristet. De tros kunna kasta stora klippor milsvida (jättekast) för att krossa kyrkorna.
De är inte fientliga mot alla former av varelser. Men de är inte så förtjusta i ljusalfer, människor och asarna. Bergresarna är antingen legosoldater för att få ihop pengar till sina slott i de stora bergskedjorna eller festande varelser som tycker om jakt och lekar.
De är vanligen illasinnade, därtill trollkunniga och visa. De förvänder synen på både människor och asar. Jättarna representerar den vilda naturen och urtidens kaosmakter och söker störta gudarna, gudinnorna och deras värld. Den stora slutstriden, Ragnarök, står mellan gudarna, gudinnorna och jättarna. Trots motsättningen mellan dessa båda grupper knyter gudarna flera jätteväsen till sig, vilka delar tillvaron med gudarna och gudinnorna i Asgård. Flera gudar har sexuella relationer med jättinnor.